# ماغايون
بلدية ماغايون (بالإسبانية: Magallón) هي بلدية تقع في مقاطعة سرقسطة التابعة لمنطقة أراغون شمال شرق إسبانيا.

## الديموغرافيا
بلغ عدد سكان بلدية ماغايون 1.221 نسمة عام 2011 (وفقاً للمعهد الوطني الإسباني للإحصاء).
| 1.243 | 1.220 | 1.186 | 1.158 | 1.194 | 1.223 | 1.221 |